# سندور کلگین
سندور کلگین (انگلیسی: Sandor Clegane; /ˈsændɔr klɨˈɡeɪn/) شخصیتی ساختگی در مجموعه داستان‌های خیالی-حماسی ترانه یخ و آتش اثر نویسندهٔ آمریکایی جرج آر. آر. مارتین و اقتباس تلویزیونی آن بازی تاج‌وتخت است.
او که برادر کوچکتر گرگور کلگین است، نخستین بار در رمان بازی تاج‌وتخت (۱۹۹۶) معرفی می‌شود و بعدها در نبرد پادشاهان (۱۹۹۸)، طوفان شمشیرها (۲۰۰۰) و ضیافتی برای کلاغ‌ها (۲۰۰۵) هم حضور می‌یابد.
شخصیت سندور کلگین و کارهایی که انجام می‌دهد، بیشتر از نگاهِ دیگران و از جمله سانسا استارک و آریا استارک و گاهی نیز از نگاهِ ند استارک، تیریون لنیستر و حتی برین تارث مشاهده یا توصیف می‌شود و در رمان اصلی، یک شخصیتِ فرعی و پشت‌صحنه است.
نقش این شخصیت خیالی را در مجموعهٔ تلویزیونی بازی تاج‌وتخت که محصول اچ‌بی‌او است، روری مک‌کین ایفا می‌کند.
سندور کلگین عضوی از خاندان کلگین است. او برادر جوان‌تر رئیس خاندان، سر گرگور کلگین می‌باشد. نام مستعار «سگ تازی» به دلیل وحشیگری و فرمانبرداری بی‌چون و چرای او نسبت به اربابش و همچنین وجود چهرهٔ ۳ سگ در پرچم خاندانش می‌باشد. او به عنوان یکی از خطرناک‌ترین مبارزان در وستروس و نیز زیاده‌روی در مصرف شراب تا سرحد گیجی معروف است. در بچگی، سندور دچار سوختگی وحشتناک در ناحیه صورت شده‌است که به دلیل چسباندن صورتش به منقل آتش توسط برادرش گرگور، ایجاد شده‌است. او از آتش، برادرش، و به‌طور کلی از دورویی مقام شوالیه‌گری، متنفر است.
سندور کلگین در نبردهای بلک‌واتر و وینترفل شرکت کرده‌است و نقش کلی او در سریال محافظت کردن از سانسا و آریا استارک است و در نهایت در نبردی سخت با برادرش گرگور کلگین کشته می‌شود. او در نبرد در وینترفل با ارتش نایت کینگ حضور دارد ویکی از رهبران اصلی است و به کمک آریا استارک می‌رود تا بتواند نایت کینگ را بکشد.
او بسیار فرد واقع‌گرایی است و در مقابل ظلم به افرادی که توانایی ندارند، ایستادگی می‌کند.